# Maupertuis (kráter)

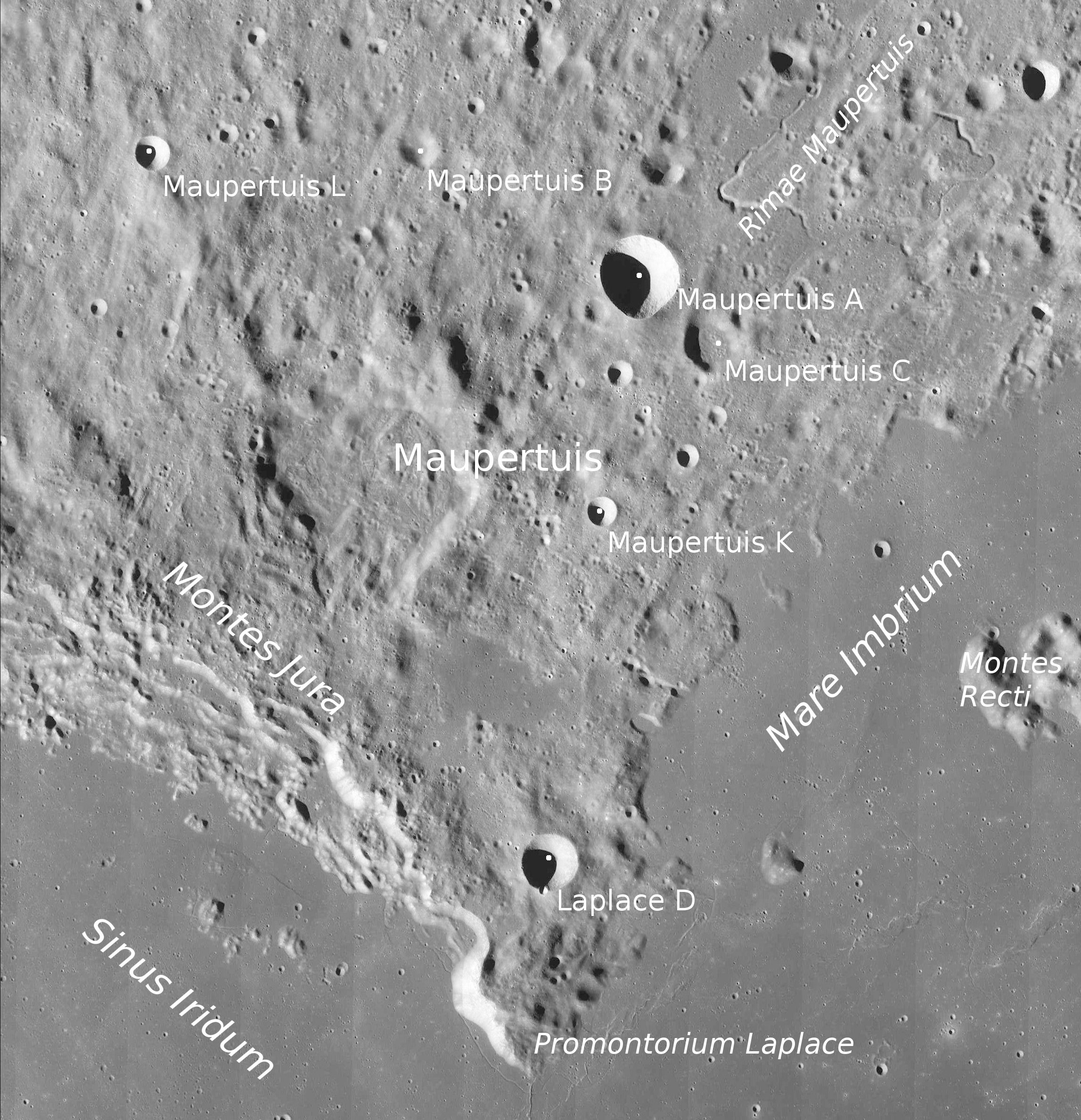
Okolí kráteru Maupertuis.

Maupertuis je starý kráter nacházející se v členitém terénu mezi měsíčními moři Mare Frigoris (Moře chladu) a Sinus Iridum (Záliv duhy) na přivrácené straně Měsíce. Má průměr 46 km a je značně erodovaný. Pojmenován je podle francouzského matematika a filosofa Pierra Louise Maupertuise.
Severovýchodně se vine soustava brázd Rimae Maupertuis.
Severně leží kráter La Condamine a východojihovýchodně Bianchini. Jižně se táhne v oblouku pohoří Montes Jura, které konči u mysu Promontorium Laplace.

## Satelitní krátery
V okolí kráteru se nachází několik dalších kráterů. Ty byly označeny podle zavedených zvyklostí jménem hlavního kráteru a velkým písmenem abecedy.
| Maupertuis | Sel. šířka | Sel. délka | Průměr |
| ---------- | ---------- | ---------- | ------ |
| A          | 50.6° S    | 24.7° Z    | 14 km  |
| B          | 51.3° S    | 26.7° Z    | 6 km   |
| C          | 50.2° S    | 24.0° Z    | 11 km  |
| K          | 49.3° S    | 25.0° Z    | 6 km   |
| L          | 51.3° N    | 29.2° Z    | 6 km   |